# Nino Ricci

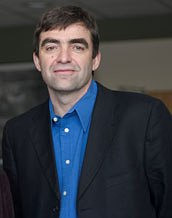
Nino Ricci (2012)

Nino Pio Ricci (* 23. August 1959 in Leamington, Ontario) ist ein kanadischer Schriftsteller.

## Leben
Nino Ricci ist der Sohn italienischer Einwanderer, die aus der Stadt Isernia in der Region Molise stammen. Er absolvierte 1981 sein Studium der Englischen Literatur mit einem Bachelorabschluss an der York University in Toronto. Seinen Masterabschluss in Kreativem Schreiben erhielt er 1987 an der Concordia University in Montréal. Anschließend reiste er durch die Europa und Afrika, wobei er in Nigeria für zwei Jahre die englische Sprache und Literatur an einer Schule unterrichtete.
Mit seinem 1990 erschienenen Roman Lives of the Saints debütierte Ricci als Schriftsteller. Das Buch wurde ein Kritiker- und Publikumserfolg. Er wurde unter anderem mit dem Books in Canada First Novel Award, dem Governor General’s Award for Fiction und dem Betty Trask Award ausgezeichnet. 2004 entstand nach diesem Roman in italienisch-kanadischer Co-Produktion eine gleichnamige Fernsehminiserie mit Sophia Loren, Fabrizio Filippo, Jessica Paré, Sabrina Ferilli, Kris Kristofferson und Nick Mancuso in den Hauptrollen.
Nino Ricci war Stipendiat des Alistair MacLeod Award for Literary Achievement, des York University’s Pinnacle Achievement Award sowie des Engel/Findley Award for a Writer in Mid-Career und ist Ehrendoktor der University of Windsor. Mit seinem Roman Sleep gewann Ricci seinen zweiten Canadian Authors Award for Fiction. Das Werk wurde aufgenommen in die Liste der Top-5-Bücher 2015 im Toronto Star sowie in der Globe and Mail und in der National Post als bestes Buch ausgezeichnet.
Ricci ist mit der Schriftstellerin Erika de Vasconcelos verheiratet und lebt in Toronto.

## Werke (Auswahl)
Romane
- Lives of the Saints (1990)
  - Übers. Dirk van Gunsteren: Der Biss der Schlange. Klett-Cotta, Stuttgart 1993 ISBN 3-608-95819-3
- In a Glass House (1993)
  - Das Glashaus, Klett-Cotta, 1994 ISBN 3-608-93214-3
- Where She Has Gone (1997)
- Testament (2002)
- The Origin of Species (2008)
- Sleep (2015)

Sachbücher
- Pierre Elliott Trudeau. (2009)
- Roots and Frontiers. (2003)